# Ryjak
Ryjak – potok, prawy dopływ Wisłoki o długości 12,42 km. 
Potok płynie na terenie gminy Krempna w województwie podkarpackim. Przepływa przez miejscowości Ożenna, Grab, Rozstajne.